# Onthophagus sulci
Onthophagus sulci là một loài bọ cánh cứng trong họ Bọ hung (Scarabaeidae).